# Anolis huilae
Anolis huilae (уїльський аноліс) — вид ігуаноподібних ящірок родини анолісових (Dactyloidae). Ендемік Колумбії.

## Поширення і екологія
Уїльські аноліси мешкають переважно в долині Магдалени в департаментах Уїла і Толіма, а також спостерігалися в інших частинах Колумбії, зокрема в горах Центрального хребта Анд. Вони живуть у вологих гірських тропічних лісах, трапляються на узліссях та на кавових плантаціях, на висоті від 225 до 1940 м над рівнем моря. Ведуть деревний спосіб життя, зустрічаються на деревах, на висоті понад 8 м над землею.